# Анна фон Хоенлое-Вайкерсхайм
Анна фон Хоенлое-Вайкерсхайм (на немски: Anna von Hohenlohe-Weikersheim; * пр. 1381; † 11 октомври 1410, Кирххаймболанден) е графиня от Хоенлое-Вайкерсхайм, наследничка на Кирххаймболанден и Щауф, и чрез женитба графиня на Насау-Вайлбург (1387 – 1410) и Насау-Саарбрюкен.

## Произход и смърт
Тя е дъщеря на граф Крафт IV фон Хоенлое-Вайкерсхайм († 1399) и втората му съпруга графиня Елизабет фон Спонхайм († 1381), дъщеря на граф Хайнрих II фон Спонхайм-Щауф-Боланден († 1393) и Аделхайд фон Катценелнбоген († 1397). Сестра е на Крафт († 25 май 1405), каноник във Вюрцбург.
Анна фон Хоенлое-Вайкерсхайм умира на 11 октомври 1410 г. в Кирххаймболанден и е погребана в манастир Кларентал в Кирххаймболанден.

## Фамилия
Аннасе омъжва през 1385 (1387) г. за граф Филип I фон Насау-Вайлбург (1368 – 1429), вторият син на граф Йохан I фон Насау-Вайлбург (1309 – 1371) и втората му съпруга Йохана фон Саарбрюкен († 1381). Тя е първата му съпруга. Те имат две деца:
- Филип фон Насау-Вайлбург (* 1388; † 19 април 1416, погребан във Вайлбург)
- Йохана/Йоханета фон Насау-Вайлбург (* ок. 1400; † 1 февруари 1481), омъжена на 22 юни 1422 г. за граф Георг фон Хенеберг-Рьомхилд (* 1395; † 25 юли 1465)

През 1412 г. нейният вдовец Филип I фон Насау-Вайлбург се жени втори път за Елизабет от Лотарингия (* 1395, † 17 януари 1456).